# (10968) Sterken
(10968) Sterken (4393 T-1) – planetoida z pasa głównego asteroid okrążająca Słońce w ciągu 5,51 lat w średniej odległości 3,12 j.a. Odkryta 26 marca 1971 roku.